# Paralinhomoeus conicaudatus
Paralinhomoeus conicaudatus är en rundmaskart som först beskrevs av Allgen 1930.  Paralinhomoeus conicaudatus ingår i släktet Paralinhomoeus och familjen Linhomoeidae. Arten är reproducerande i Sverige. Inga underarter finns listade i Catalogue of Life.